# Szenes Sándor
Szenes Sándor (Szatmárnémeti, 1967. november 11. –) labdarúgó, középpályás.

## Pályafutása
Pályafutását Szatmárnémetiben kezdte. 1988-ban a nagyváradi FC Bihor csapatához került, ennél a csapatnál 28 mérkőzésen 7 gólt szerzett. Az 1989–90-es idényben a nagyszebeni FC Inter Sibiu együttesében szerepelt (31 mérkőzés 9 gól). Innen szerződött Magyarországra, ahol 1990-től 1993-ig a Ferencvárosban, 1993 és 1995 között pedig a Vasas együttesében játszott. Utolsó mérkőzésén a BVSC ellen 3–1-re győzött csapata.

### Ferencvárosi TC
A Ferencvárosi TC csapatában mutatkozott a magyar élvonalban egy emlékezetes mérkőzésen 1990. augusztus 18-án az Újpesti Dózsa ellen, ahol csapata 5–0-ra győzött. Két góllal járult hozzá a győzelemhez. Az első gólt az első percben szerezte. 1990 és 1993 között 57 bajnoki mérkőzésen szerepelt ferencvárosi színekben és hét gólt szerzett. Egy bajnoki címet és két magyar kupát nyert a csapattal.

### Vasas SC
1993 és 1995 között a Vasas együttesében játszott, ahol 35 mérkőzésen lépett pályára és 8-szor volt eredményes. Utolsó mérkőzésen a BVSC ellen 3–1-re győzött csapata.

## Sikerei, díjai
- Magyar bajnokság
  - bajnok: 1991–92
  - 2.: 1990–91
  - 3.: 1992–93
- Magyar kupa
  - győztes: 1991, 1993
- Magyar szuperkupa
  - győztes: 1993